# Sant Hipòlit de Voltregà
Sant Hipòlit de Voltregà és una vila i municipi de la comarca d'Osona i està situada al centre de la regió de l'Alt Ter. És un dels municipis més petits de Catalunya, ja que té 0,97 km quadrats i està envoltat pel municipi de les Masies de Voltregà. L'hoquei patins, amb el Club Patí Voltregà, és l'esport per excel·lència i que ha popularitzat aquest petit poble arreu del món. Es troba dins del Voltreganès.

## Història
Sant Hipòlit de Voltregà va ser una de les anomenades viles cremades atacades pels borbònics durant la Guerra de Successió espanyola. I el santuari de la Gleva, el darrer refugi de les tropes catalanes de la localitat abans que els soldats de Felip V les massacressin.
A primers del 1714, el mariscal borbònic José Carrillo de Albornoz, comte de Montemar, va entrar a la plana de Vic amb mil cavalls i mil cinc-cents infants. L'exèrcit català d'Antoni Desvalls, marquès del Poal, va perseguir la incursió i va obligar el destacament borbònic a fugir en direcció nord tot seguint el riu Ter.
Als darreres dies de gener, la columna del comte de Montemar va arribar a la Gleva, on va empresonar alguns civils i va executar un centenar de sometents que s'havien fortificat al santuari de la Mare de Déu. A continuació, el destacament filipista es va dirigir a la vila de Sant Hipòlit de Voltregà. Amb l'objectiu d'escampar el terror entre aquelles poblacions catalanes que s'havien aixecat contra els nous impostos de Felip V, les tropes van saquejar i incendiar la ciutat. Aquests fets, que tingueren lloc a principi de 1714, se’ls anomena els Fets de la Gleva.

## Geografia
- Llista de topònims de Sant Hipòlit de Voltregà (Orografia: muntanyes, serres, collades, indrets…; hidrografia: rius, fonts...; edificis: cases, masies, esglésies, etc.).

- Sant Marc 601,7 m.[1] 42° 0′ 48.5″ N, 2° 13′ 52.94″ E / 42.013472°N,2.2313722°E

## Demografia
| 1497 f | 1515 f | 1553 f | 1717  | 1787  | 1857 | 1877  | 1887  | 1900  | 1910  |
| ------ | ------ | ------ | ----- | ----- | ---- | ----- | ----- | ----- | ----- |
| -      | 40     | 56     | 1.381 | 1.832 | 910  | 1.284 | 1.430 | 1.631 | 1.758 |

| 1920  | 1930  | 1940  | 1950  | 1960  | 1970  | 1981  | 1990  | 1992  | 1994  |
| ----- | ----- | ----- | ----- | ----- | ----- | ----- | ----- | ----- | ----- |
| 1.692 | 1.820 | 1.947 | 1.925 | 2.574 | 3.144 | 3.141 | 2.990 | 2.989 | 2.989 |

| 1996  | 1998  | 2000  | 2002  | 2004  | 2006  | 2008  | 2010  | 2012  | 2014  |
| ----- | ----- | ----- | ----- | ----- | ----- | ----- | ----- | ----- | ----- |
| 2.909 | 2.947 | 3.005 | 3.087 | 3.150 | 3.319 | 3.431 | 3.512 | 3.585 | 3.446 |

| 2016  | 2018  | 2020  | 2022  | 2024  | 2026 | 2028 | 2030 | 2032 | 2034 |
| ----- | ----- | ----- | ----- | ----- | ---- | ---- | ---- | ---- | ---- |
| 3.462 | 3.475 | 3.540 | 3.644 | 3.687 | -    | -    | -    | -    | -    |

## Llocs d'interès
- Casa Museu del Voltreganès.[2]
- Creu del Morral
- Font de la Sala
- Parc Mare Teresa
- Sant Marc

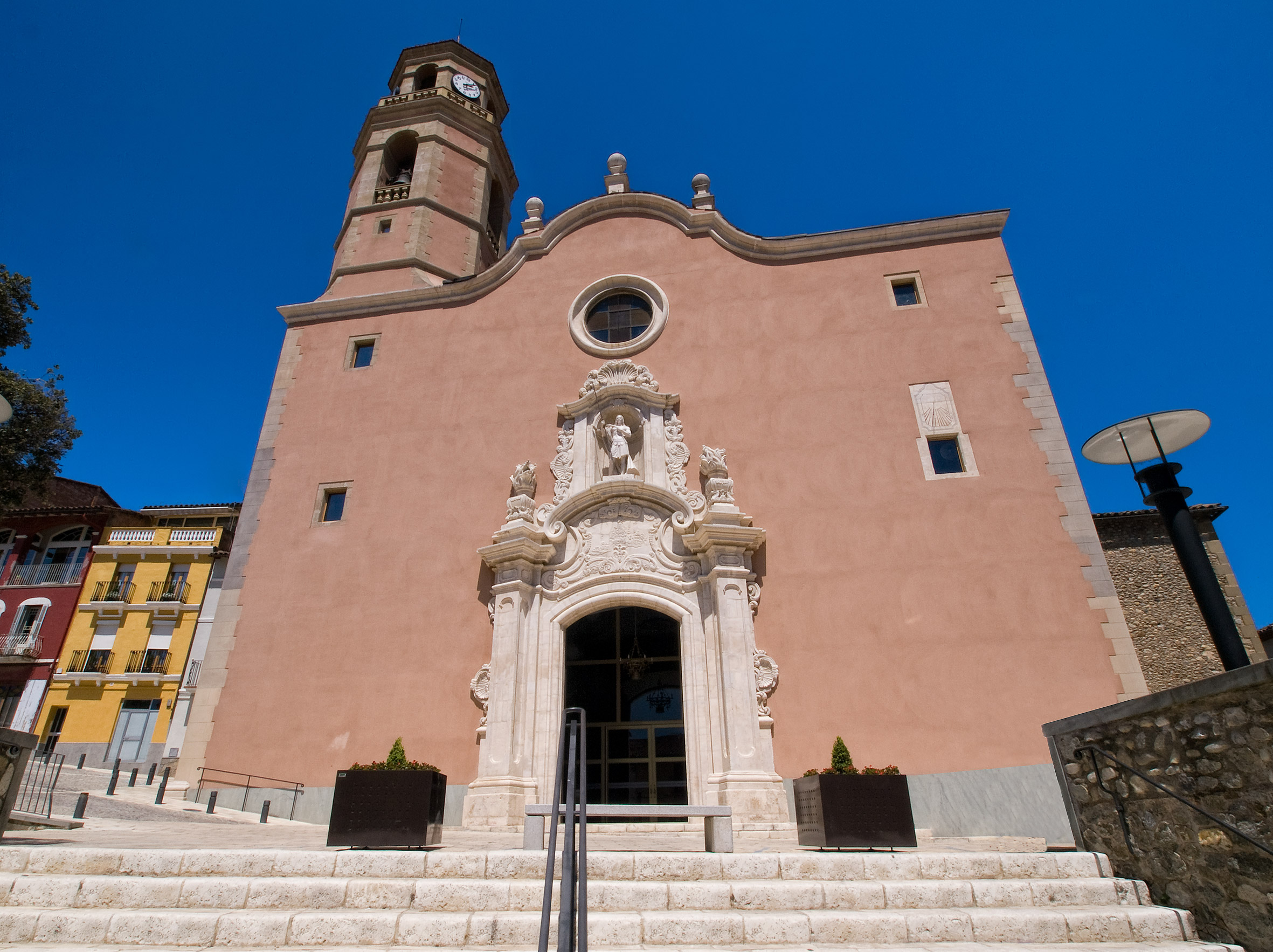
Església parroquial

- Església de Sant Hipòlit de Voltregà

- Torrent de Mitjavila
- Zona esportiva[3]

## Mitjans de comunicació
- Ràdio Voltregà[4]

## Santhipolencs destacats
- Eusebi Guiteras i Guiu (1861 - 1919), compositor
- Joan Serrallonga i Urquidi (1953- ), historiador
- Josep Maria Sala i Boix (1964- ), exfutbolista